# Crystal Lakes (Missouri)
Crystal Lakes és una població dels Estats Units a l'estat de Missouri. Segons el cens del 2000 tenia 383 habitants.

## Demografia
Segons el cens del 2000, Crystal Lakes tenia 383 habitants, 133 habitatges, i 109 famílies. La densitat de població era de 146,4 habitants per km².
Dels 133 habitatges en un 36,8% hi vivien nens de menys de 18 anys, en un 70,7% hi vivien parelles casades, en un 6% dones solteres, i en un 18% no eren unitats familiars. En el 14,3% dels habitatges hi vivien persones soles el 3,8% de les quals corresponia a persones de 65 anys o més que vivien soles. El nombre mitjà de persones vivint en cada habitatge era de 2,88 i el nombre mitjà de persones que vivien en cada família era de 3,11.
Per edats la població es repartia de la següent manera: un 27,2% tenia menys de 18 anys, un 7,3% entre 18 i 24, un 35,8% entre 25 i 44, un 22,7% de 45 a 60 i un 7% 65 anys o més.
L'edat mediana era de 36 anys. Per cada 100 dones de 18 o més anys hi havia 114,6 homes.
La renda mediana per habitatge era de 52.125 $ i la renda mediana per família de 54.063 $. Els homes tenien una renda mediana de 36.818 $ mentre que les dones 21.591 $. La renda per capita de la població era de 20.288 $. Entorn del 2,7% de les famílies i el 2,9% de la població estaven per davall del llindar de pobresa.

## Poblacions més properes
El següent diagrama mostra les poblacions més properes.